# CA Boca Juniors (volleyboll)
CA Boca Juniors volleybollsektion har utövat sporten sedan 1947. 
Både dam- och herrlaget spelar på högsta nivå i Argentina, damlaget spelar i Liga Femenina de Voleibol Argentino och herrlaget i Liga de Voleibol Argentino. Damlaget har vunnit serien (och blivit argentinska mästare) sju gånger (2010-11, 2011-12, 2013-14, 2014-15, 2018, 2019 och 2022). Herrlaget har som bäst kommit tvåa, vilket de gjorde 1996-1997. Damlaget blev tvåa i Campeonato Sudamericano de Clubes de Voleibol Femenino  2012.